# Rossfjordstraumen
Rossfjordstraumen est une localité du comté de Troms, en Norvège.

## Géographie
Administrativement, Rossfjordstraumen fait partie de la kommune de Lenvik.